# Alfred Cyril Curtis
Alfred Cyril Curtis, britanski general, * 2. november 1894, † 13. oktober 1971.